# Patrick deWitt
Patrick deWitt (Isola di Vancouver, 1975) è uno scrittore e sceneggiatore canadese.

## Biografia
Nato nell'Isola di Vancouver nel 1975, vive e lavora a Portland, nello Stato dell'Oregon.
Dopo aver lavorato come operaio, impiegato, lavapiatti e barista, ha pubblicato articoli su riviste e antologie prima di esordire nel 2007 con Help Yourself Help Yourself, un breve e autoironico vademecum.
Il suo vero esordio nella narrativa è avvenuto nel 2009 con il romanzo Abluzioni, nel quale i protagonisti sono gli alcolizzati e i tossicodipendenti ai margini di Hollywood, per poi cambiare registro due anni più tardi con Arrivano i Sister, epopea western tragicomica che vede due fratelli fuorilegge dare la caccia a un pericoloso criminale.
Attivo anche in campo cinematografico, ha curato la sceneggiatura del film Terri di Azazel Jacobs e ha fornito il soggetto per la pellicola I fratelli Sisters di Jacques Audiard, in concorso alla 75ª Mostra internazionale d'arte cinematografica di Venezia.

## Opere

### Romanzi
- Abluzioni (Ablutions, 2009), Vicenza, Neri Pozza, 2010 traduzione di Luca Fusari ISBN 978-88-545-0408-0.
- Arrivano i Sister (The Sisters Brothers, 2011), Vicenza, Neri Pozza, 2012 traduzione di Marco Rossari ISBN 978-88-545-0473-8.
- Undermajordomo Minor (2015)
- French Exit (2018)
- L'uomo che amava i libri (The librarianist), Vicenza, Neri Pozza, 2023 traduzione di Federica Aceto ISBN 978-88-545-2844-4.

### Miscellanea
- Help Yourself Help Yourself (2007)

## Filmografia

### Sceneggiatore
- Terri, regia di Azazel Jacobs (2011)
- Fuga a Parigi (French Exit), regia di Azazel Jacobs (2020)

#### Soggetto
- I fratelli Sisters (The Sisters Brothers), regia di Jacques Audiard (2018)

## Premi e riconoscimenti
- Booker Prize: 2011 finalista con Arrivano i Sister
- Rogers Writers' Trust Fiction Prize: 2011 vincitore con Arrivano i Sister[8]
- Governor General's Award for English-language fiction: 2011 vincitore con Arrivano i Sister
- Stephen Leacock Memorial Medal for Humour: 2012 vincitore con Arrivano i Sister